# Barbara Ragnoni
Barbara Ragnoni, född 1448, död 1533, var en italiensk målare. 
Hon var en nunna som målade altartavlor. Endast en av hennes målningar finns bevarad: en altartavla som sedan förevisades i Pinacoeteca di Siena. 